# سيتروين سي 4 دبليو آر سي
سيتروين سي 4 دبيلو آر سي هي سيارة من صناعة سيتروين. يستخدمها فريق سيتروين للراليات في بطولة العالم للراليات. هي مستندة على سيارة سيتروين سي 4 واستبدلت سيارة سيتروين إكسارا في بطولة العالم حيث ظهرت للمرة الأولى في موسم 2007. من أبرز سائقيها بطل العالم الفرنسي سيباستيان لوب.